# Homolampas lovenioides
Homolampas lovenioides is een zee-egel uit de familie Maretiidae.
De wetenschappelijke naam van de soort werd in 1948 gepubliceerd door Theodor Mortensen.